# Cardioglossa schioetzi
Cardioglossa schioetzi là một loài ếch thuộc họ Arthroleptidae.
Loài này có ở Cameroon và Nigeria.
Môi trường sống tự nhiên của chúng là vùng núi ẩm nhiệt đới hoặc cận nhiệt đới, đồng cỏ nhiệt đới hoặc cận nhiệt đới vùng đất cao, sông ngòi, và rừng thoái hóa nghiêm trọng.
Chúng hiện đang bị đe dọa vì mất nơi sống.